# Rita Mas
Rita Mas (València, 1865 - segle XX) fou una activista popular valenciana.

## Biografia
Rita Mas es va fer popular per estar sempre present en les revoltes, els amotinaments i les manifestacions que des de començaments del segle xx van tenir lloc a la ciutat de València. Per aquestes dates, el republicanisme blasquista s'estava conformant com un partit polític, però també i sobretot com un important moviment social, capaç de donar una resposta democràtica al sistema corrupte i caciquista de la Restauració borbònica. Al carrer, les masses populars elevaven les seues protestes contra qualsevol fet arbitrari impost pel govern o s'enfrontava a altres sectors polítics, com els carlins o la Lliga Catòlica, que tractaven de frenar la seua força reivindicativa.
A Rita Mas se la recorda per participar al costat d'altres dones en el desenvolupament d'aquests fets amb el mateix valor o abrivament que els hòmes. Per exemple, quan els sectors catòlics van organitzar un pelegrinatge a Roma per a aclamar al “papa-rei”, Lleó XIII, els republicans, furibunds anticlericals, van organitzar una violenta protesta. «La Rulla» va participar en els fets buidant les caixes de cebes, perquè els hòmes pogueren llançar-les als pelegrins que travessaven amb barca les dàrsenes del port per a poder embarcar.
També seria recordada per la seua participació en les manifestacions que van tenir lloc a València en l'estiu de 1917. En aquest context, el govern conservador d'Eduardo Dato havia suspès les garanties constitucionals i les Corts, i havia imposat la censura de premsa. Com que el govern no volia obrir les Corts, Francesc Cambó va organitzar a Barcelona una Assemblea Parlamentària alternativa en què sobretot es van reunir catalanistes i republicans. Mentrestant, a València, les masses republicanes esperaven en el carrer l'arribada de Barcelona del diputat del seu partit, Félix Azzati, per a llançar-se a la revolució. «La Rulla» no pot contenir-se i dirigeix la paraula a la gent que esperava i més de cinc-cents hòmes la segueixen i emprenen la revolta. Els fa front un fort destacament de la Guàrdia Civil. Mentre es produïx l'aldarull, Rita Mas, com altres gents, no dubta a disparar la seua pistola Smith per a contenir els guàrdies. La multitud popular esgota les municions, i mentre, arriben també els reforços de l'exèrcit. Davant la descompensació de forces, els «revolucionaris» republicans es dispersen i fugen. «La Rulla», que tenia llavors 52 anys, és objecte d'una persecució violenta i aferrissada pels paratges de les hortes que envolten la ciutat, fins al punt que els periòdics locals la donen per morta. Reapareix als pocs dies perquè ha aconseguit amagar-se en la casa d'un correligionari. A les poques setmanes, quan la calma ha tornat a regnar, està de nou en el carrer.
Per aquests fets, Julio Just la nomena com la «dona de les tronaes» que precedia a les tempestes. Diu també que «era com una bandera de combat al capdavant d'una multitud enardida».